# کامفری (مینه‌سوتا)
کامفری، مینه‌سوتا (به انگلیسی: Comfrey, Minnesota) یک شهر در ایالات متحده آمریکا است که در مینه‌سوتا واقع شده‌است.

## خصوصیات
کامفری ۱٫۲۲ کیلومترمربع مساحت و ۳۸۲ نفر جمعیت دارد و ۳۴۲ متر بالاتر از سطح دریا واقع شده‌است.